# Campionat d'Espanya d'hoquei sobre herba femení
El Campionat d'Espanya d'hoquei sobre herba femení (en castellà: Campeonato de España femenino de hockey hierba), denominat com Copa del Generalíssim entre 1940 i 1975, va ser una competició de clubs espanyols d'hoquei sobre herba creada l'any 1934. De caràcter anual, estava organitzada per la Reial Federació Espanyola d'Hoquei. Els clubs participants disputaven un lligueta en una seu neutral, on es classificaven els dos millors equips que jugaven la gran final. La temporada 1985-86 es va reestructura la competició i es va dividir-se en dues de noves, la Lliga espanyola i la Copa de la Reina.
Celebrat de forma irregular durant la dècada dels quaranta i cinquanta, a partir de la temporada 1957-58 es disputà anualment de forma regular. Els dominadors de la competició van ser els clubs madrilenys i catalans, destacant l'Atlètic de Madrid amb tretze títols i el Club Deportiu Terrassa, amb dotze. Històricament, destacà el domini de l'Atlètic de Madrid en les primeres edicions del torneig i, posteriorment, la irrupció del CD Terrassa durant la dècada dels seixanta amb sis títols consecutius entre 1958 i 1963. L'altre club destacat és el Reial Club de Polo de Barcelona amb set campionats.

## Historial
| En negreta = Equip guanyador (so.) = Shoot-out / Penalti-stroke (1) = Nombre de campionats Nota: Noms dels equips segons l'època. |

| Edició                                                                    | Temp.   | Data       | Campió                   | Resultat       | Subcampió               | Seu                                    | refs        |
| ------------------------------------------------------------------------- | ------- | ---------- | ------------------------ | -------------- | ----------------------- | -------------------------------------- | ----------- |
| I                                                                         | 1933-34 |            | Atlètic de Madrid (1)    |                | Club de Campo           |                                        | [ 2 ]       |
| II                                                                        | 1934-35 |            | Atlètic de Madrid (2)    |                | Club de Campo           |                                        | [ 2 ]       |
| III                                                                       | 1935-36 |            | Atlètic de Madrid (3)    |                | Club de Campo           |                                        | [ 2 ]       |
| no es disputà entre 1937 i 1940 per l'esclat de la Guerra Civil Espanyola |         |            |                          |                |                         |                                        |             |
| IV                                                                        | 1940-41 |            | Atlético de Aviación (4) |                | FC Barcelona            |                                        | [ 2 ]       |
| no es disputà la temporada 1941-42                                        |         |            |                          |                |                         |                                        |             |
| V                                                                         | 1942-43 |            | Castilla SF (1)          |                | FC Barcelona            |                                        | [ 2 ]       |
| VI                                                                        | 1943-44 |            | Atlético de Aviación (5) |                | Castilla SF             |                                        | [ 2 ]       |
| VII                                                                       | 1944-45 |            | Castilla SF (2)          |                | Atlético de Aviación    |                                        | [ 2 ]       |
| no es disputà la temporada 1945-46                                        |         |            |                          |                |                         |                                        |             |
| VIII                                                                      | 1946-47 |            | Castilla SF (3)          |                |                         |                                        | [ 2 ]       |
| IX                                                                        | 1947-48 |            | Atlètic de Madrid (6)    |                | Castilla SF             |                                        | [ 2 ]       |
| X                                                                         | 1948-49 |            | Atlètic de Madrid (7)    |                | CH Saeta La Coruña      |                                        | [ 2 ]       |
| XI                                                                        | 1949-50 |            | Atlètic de Madrid (8)    |                | Castilla SF             |                                        | [ 2 ]       |
| XII                                                                       | 1950-51 |            | Atlètic de Madrid (9)    |                | Castilla SF             |                                        | [ 2 ]       |
| XIII                                                                      | 1951-52 |            | Atlètic de Madrid (10)   |                | CH Saeta La Coruña      |                                        | [ 2 ]       |
| XIV                                                                       | 1952-53 |            | CH Saeta La Coruña (1)   |                | RACE                    |                                        | [ 2 ]       |
| XV                                                                        | 1953-54 |            | CH Saeta La Coruña (2)   |                |                         |                                        | [ 2 ]       |
| XVI                                                                       | 1954-55 |            | RACE (1)                 |                | CH Saeta La Coruña      |                                        | [ 2 ]       |
| XVII                                                                      | 1955-56 |            | RACE (2)                 |                | CH Saeta La Coruña      |                                        | [ 2 ]       |
| no es disputà la temporada 1956-57                                        |         |            |                          |                |                         |                                        |             |
| XVIII                                                                     | 1957-58 | 27-04-1958 | CD Terrassa (1)          | 3-1            | CD Sarrià               | Camp del Cinquantenari, Barcelona      | [ 3 ]       |
| XIX                                                                       | 1958-59 |            | CD Terrassa (2)          |                |                         |                                        | [ 2 ]       |
| XX                                                                        | 1959-60 | 29-05-1960 | CD Terrassa (3)          |                | RACE                    |                                        | [ 2 ]       |
| XXI                                                                       | 1960-61 |            | CD Terrassa (4)          |                |                         |                                        | [ 2 ]       |
| XXII                                                                      | 1961-62 |            | CD Terrassa (5)          |                |                         |                                        | [ 2 ]       |
| XXIII                                                                     | 1962-63 |            | CD Terrassa (6)          |                |                         |                                        | [ 2 ]       |
| XXIV                                                                      | 1963-64 |            | RC Polo (1)              | 1-0            | CD Terrassa             |                                        | [ 4 ]       |
| XXV                                                                       | 1964-65 | 29-06-1965 | RC Polo (2)              | 1-0            | CD Terrassa             | Campo de Riazor, La Corunya            | [ 4 ]       |
| XXVI                                                                      | 1965-66 |            | Aguilas de León (1)      | 1-0            | CD Terrassa             | Santander                              | [ 2 ] [ 5 ] |
| XXVII                                                                     | 1966-67 |            | Atlètic de Madrid (11)   |                | CD Terrassa             |                                        | [ 2 ]       |
| XXVIII                                                                    | 1967-68 | 14-04-1968 | CD Terrassa (7)          | 0-0 (2-1, so.) | Atlètic de Madrid       | Alacant                                | [ 2 ] [ 6 ] |
| XXIX                                                                      | 1968-69 | 08-06-1969 | CD Terrassa (8)          | 2-1            | Atlètic de Madrid       | Terrassa                               | [ 2 ]       |
| XXX                                                                       | 1969-70 | 10-05-1970 | Atlètic de Madrid (12)   |                | RC Jolaseta             | Campo Ruiz d'Alda, Madrid              | [ 7 ]       |
| XXXI                                                                      | 1970-71 |            | Atlètic de Madrid (13)   |                |                         |                                        |             |
| XXXII                                                                     | 1971-72 |            | RC Polo (3)              |                |                         |                                        |             |
| XXXIII                                                                    | 1972-73 | 01-05-1973 | RC Polo (4)              | 1-0            | Club de Campo           | Santander                              | [ 8 ]       |
| XXXIII                                                                    | 1973-74 | 19-05-1974 | Club de Campo (1)        | 1-1 (2-1, so.) | RC Polo                 | Madrid                                 | [ 9 ]       |
| XXXIV                                                                     | 1974-75 | 12-05-1975 | Club de Campo (2)        | 1-0            | RC Polo                 |                                        | [ 10 ]      |
| XXXV                                                                      | 1975-76 | 02-05-1976 | Club de Campo (3)        | 2-0            | Club Medina Santander   | Parque de Deportes RC Josaleta, Bilbao | [ 11 ]      |
| XXXVI                                                                     | 1976-77 | 01-05-1977 | RC Polo (5)              | 3-1            | Ceres CH                | Sant Sebastià                          | [ 12 ]      |
| XXXVII                                                                    | 1977-78 | 02-05-1978 | RC Polo (6)              | 1-0            | Atlètic de Madrid       | Vigo                                   | [ 13 ]      |
| XXXVIII                                                                   | 1978-79 | 27-05-1979 | RC Polo (7)              | 1-0 (pro.)     | Universidad Complutense | Vigo                                   | [ 14 ]      |
| XXXIX                                                                     | 1979-80 | 11-05-1980 | CD Terrassa (9)          | 1-0            | Reial Societat          | Camp Les Pedritxes, Matadepera         | [ 15 ]      |
| XL                                                                        | 1980-81 | 24-05-1981 | Reial Societat (1)       | 1-1 (so.)      | RC Polo                 | Santander                              | [ 16 ]      |
| XLI                                                                       | 1981-82 | 23-05-1982 | CD Terrassa (10)         | 3-0            | RC Polo                 | Madrid                                 | [ 17 ]      |
| XLII                                                                      | 1982-83 | 20-03-1983 | CD Terrassa (11)         | 2-1            | Club de Campo           |                                        | [ 18 ]      |
| XLIII                                                                     | 1983-84 | 13-05-1984 | Sardinero Santander (1)  | 2-1            | FC Barcelona            | Alacant                                | [ 19 ]      |
| XLIV                                                                      | 1984-85 | 12-05-1985 | CD Terrassa (12)         | 1-0            | Club de Campo           | Camp Municipal d'Hoquei, Terrassa      | [ 20 ]      |

## Palmarès
| Equip                           | Campió | Subcampió | Finals | Anys campió | Anys subcampió                                       |
| ------------------------------- | ------ | --------- | ------ | --- | ---------------------------------------------------- |
| Club Atlético de Madrid         | 13     | 4         | 17     | 1933-34, 1934-35, 1935-36, 1940-41, 1943-44, 1947-48, 1948-49, 1949-50, 1950-51, 1951-52, 1966-67, 1969-70, 1970-71 | 1944-45, 1967-68, 1968-69, 1977-78                   |
| Club Deportiu Terrassa          | 12     | 3         | 15     | 1957-58, 1958-59, 1959-60, 1960-61, 1961-62, 1962-63, 1967-68, 1968-69, 1979-80, 1981-82, 1982-83, 1984-85          | 1963-64, 1964-65, 1966-67                            |
| Reial Club de Polo de Barcelona | 7      | 4         | 11     | 1963-64, 1964-65, 1971-72, 1972-73, 1976-77, 1977-78, 1978-79                                                       | 1973-74, 1974-75, 1980-81, 1981-82                   |
| Club de Campo Villa de Madrid   | 3      | 6         | 9      | 1973-74, 1974-75, 1975-76                                                                                           | 1933-34, 1934-35, 1935-36, 1972-73, 1982-83, 1984-85 |
| Castilla Sección Femenina       | 3      | 4         | 7      | 1942-43, 1944-45, 1946-47                                                                                           | 1943-44, 1947-48, 1949-50, 1950-51                   |
| La Saeta Hockey Club            | 2      | 4         | 6      | 1952-53, 1953-54 | 1948-49, 1951-52, 1954-55, 1955-56                   |
| Real Aero Club de España        | 2      | 2         | 4      | 1954-55, 1955-56 | 1952-53, 1959-60                                     |
| Reial Societat                  | 1      | 1         | 2      | 1980-81 | 1979-80                                              |
| Águilas de León                 | 1      | 0         | 1      | 1965-66 | —                                                    |
| Sardinero Hockey Club           | 1      | 0         | 1      | 1983-84 | —                                                    |
| Futbol Club Barcelona           | 0      | 3         | 3      | — | 1940-41, 1942-43, 1983-84                            |
| Club Deportiu Sarrià            | 0      | 1         | 1      | — | 1957-58                                              |
| Real Club Jolaseta              | 0      | 1         | 1      | — | 1969-70                                              |
| Medina de Santander             | 0      | 1         | 1      | — | 1975-76                                              |
| Ceres Hockey Club               | 0      | 1         | 1      | — | 1976-77                                              |
| Universidad Complutense         | 0      | 1         | 1      | — | 1978-79                                              |